# エテルナ
エテルナ(Eterna)は、スイスの高級時計メーカーである。
スローガンは"Pioneers in Watchmaking (時計作りのパイオニア)"。

## 成立の歴史
エテルナは、スイス・ゾロトゥルン州グレンヘンに本部を置く高級時計メーカー。
1851年、グレンヘン市から補助金を元資金に、時計職人を養成するための訓練校が設立された。
1856年11月7日、医師のヨセフ・ギラーと、学校の教員をしていたウルス・シルド はエボーシュ（未完成のムーブメント）製造会社の「ギラー＆シルド」を設立した。
ギラー&シルドはグレンヘンの工業化を牽引し、名声を得た1882年にシルドは国民議会の議員になった。1888年にシルドが58歳で亡くなると、彼の息子のマックス・シルドが会社を継いだ。マックスは商用で出かけたアメリカ合衆国で機械化が徹底されていたことに感化され、職人の熟練技術が至上とされていた母国でも機械化の導入を提案した。時代を先取りした考えはすぐには受け入れられず、失意の中、弟のセオドアに会社の経営権を委任した。セオドア・シルドの下で、20世紀のエテルナは成功を収めていく。
1900年代には、腕時計が流行の兆しを見せ始めており、同社は懐中時計を翻案した婦人向け腕時計を導入した。1905年に「エテルナ」に改名。同社はその後、新しい技術を導入し時計業界をリードしていく。例えば、1908年にはアラームつきの腕時計の特許。1914年に製品化され、ベルン市の博覧会に出品された。
1932年にエテルナはその傘下にETA（エタ）を設立。ETAはエテルナとスイスの時計会社にムーブメントを提供するようになった。この年にセオドアが社長の座を退き、後継者に甥のルドルフ・シルドを据えた。セオドアは1950年に亡くなるまで、役員として経営に携わった。
1930年にはバゲットムーブメントのついた世界最薄の腕時計（当時）と8日式の手巻き腕時計を発表、1938年には最初の自動式時計を世に送った。
1948年には、Eterna-matic（エテルナマティック）自動ムーブメントを開発した。それは自動巻き時計の歴史に革新をもたらすもので、ボールベアリングを5つ配置することによりムーブメントの効率性を高め、バネを摩耗させる摩擦や抵抗を最小限にとどめることが可能にした。内部パーツの疲労が減じ、時計の正確さを高めるとともに、耐久年数を長くした。エテルナマティックは大ヒットとなり、エテルナの看板商品になった。1948年には、5つのベアリングを模したデザインがブランドロゴに採用された。
2011年、中国の企業グループ中国海澱集団に買収された。2022年現在、日本には代理店を置いていないため、日本国内における同社の時計の購入は困難である。

## 年表
- 1870年代：初の一貫生産の時計を生産
- 1908年：世界初のアラームつき腕時計の特許を申請
- 1910年：ブリュッセル万博で、グランプリを獲得
- 1914年： 量産型の腕時計を導入
- 1930年：バゲット・ムーブメント（I 字型に組まれたムーブメント）のついた最初の腕時計を開発
- 1948年：摩擦軽減のためのボールベアリングシステムを搭載したエテルナマティックの発表
- 1947年：ノルウェー人探検家、トール・ヘイエルダールの探検を記念して、コンチキ(Kon-Tiki)を開発
- 1950年代：ジーナ・ロロブリジーダやブリジット・バルドーが「ゴールデンハート」を愛用
- 1956年：100周年を記念して「センターレ」自動式時計を発表
- 1962年 :エテルナマティック3000を発表。当時、自動ムーブメントと日付窓のついた腕時計としては世界最薄。
- 1980年代：「ミュージアム」シリーズがすべてのカテゴリーで最薄記録を更新。クオーツ型のこの時計は、薄さわずか0.98ミリ。
- 1980年：エテルナがグランプリPrix Triomphe de l'Excellence Européenneを受賞
- 2004年：キャリブレ6036を発表
- 2006年：150周年を記念して、自動式「キャリブレ3030」を発表
- 2009年：エテルナマティックの発表から半世紀を記念して、5つのボールベアリングを搭載したスフィロドライブ(Spherodrive)を発表。 [3]
- 2011年：中国の企業グループ中国海澱集団に買収される
- 2014年：ユーロパッションが日本正規総代理店となる[4]
- 2016年：ユーロパッションがライセンス契約終了